# Julie Anthony
Julie Anthony, född 13 januari 1948 i Santa Monica, Kalifornien, USA är en amerikansk psykolog och tidigare professionell tennisspelare med framgångar framför allt som dubbelspelare. 

## Tenniskarriären
Under sin studietid på Stanford University spelade Anthony tennis på hög nivå och vann 1967 dubbeltiteln i UCLAs nationella tennismästerskap. Som 18-åring spelade hon final i amerikanska mästerskapen juniorklass upp till 18 och besegrade i den turneringen bland andra Rosie Casals. 
Anthonys främsta meriter som tennisspelare är fyra dubbeltitlar som hon vann perioden 1975–78. Säsongen 1975 spelade hon flera dubbelturneringar tillsammans med den sovjetiska toppspelaren och tidigare Grand Slam-vinnaren i dubbel, Olga Morozova. Paret nådde finalen i  Franska öppna där dock det amerikanska paret Chris Evert/Martina Navratilova blev för svårt. Evert/ Navratilova vann med siffrorna 6–3, 6–2.
Senare under säsongen 1975 vann Anthony/Morozova dubbeltiteln i Eastbourne (finalseger över Evonne Goolagong/Peggy Michel). Övriga tre dubbeltitlar vann Anthony tillsammans med Margaret Smith Court, Betsy Nagelsen och Billie Jean King. 
Som singelspelare noterade Anthony segrar över spelare som Smith Court och Francoise Durr.

## Spelaren och personen
Julie Anthony var lovande som junior och tränades i sin hemstad av den legendariska tidigare stjärnspelaren May Sutton Bundy. Vid 15 års ålder fick Anthony ett stipendium som möjliggjorde studier och tennisträning i Los Angeles. Som tränare där hade hon Ray Casey, en tennisspelare som ansågs ha en av tidernas hårdaste serve. Trots att Anthony satsade på en professionell tenniskarriär bedrev hon senare studier på Stanford University och skrev en doktorsavhandling inom klinisk psykologi (1979). Hon kombinerade därefter sin idrottskarriär, efter 1976 spelade hon endast ett fåtal turneringar, med uppgifter som idrottspsykolog och författare .   
Efter avslutad aktiv tenniskarriär har Anthony verkat som tennistränare och TV-kommentator. Hon har bland annat under perioden 1989–1994 tränat den 17-faldiga Grand Slam-vinnaren och olympiska guldmedaljören Gigi Fernandez. 
Hon driver sedan mitten på 1990-talet en privat psykologmottagning.